# Friedrich Wilhelm von Grumbkow
Friedrich Wilhelm von Grumbkow est un generalfeldmarschall et homme d'État prussien, né le 4 octobre 1678 à Berlin où il est mort le 18 mars 1739.

## Biographie
Grumbkow est le fils du commissaire général de la Guerre (de) brandebourgeois Joachim Ernst von Grumbkow, qui fait partie de la famille noble poméranienne Grumbkow (de).

## Famille
Il est marié avec Sophia Charlotte de la Chevallerie (1681-1749). Elle est la fille de l'écuyer royal Siméon de la Chevallerie (de) (1635-1698). Le couple a les enfants suivants :
- Charlotte Friederike (morte le 15 juillet 1724) mariée avec Heinrich comte de Podewils (de) (1696-1760)
- Charlotte Henriette (1714-1758) mariée avec Karl Ludwig von dem Knesebeck (de) (1694-1760)
- Sophie Auguste mariée en 1700 avec Thomas Albrecht von Bülow
- Amalie Louise (née en 1726 et morte le 12 avril 1790)[2], mariée :
  - avec Friedrich Ehrenreich von Hausen (1694-1745) (parents de Friedrich Wilhelm Heinrich von Hausen (de))
  - en 1746 avec Wilhelm Heinrich von Kalnein (né en 1699 et mort le 13 mai 1747), colonel[3]
  - Johann August von Schroetter (1707-1773)
- Karoline Johanna (Johanna Friederike) mariée avec Friedrich von Flemming (de) (né le 20 octobre 1707 et mort le 22 mars 1777)